# ۲۴۶ (قمری)
۲۴۶ (قمری)، دویست و چهل و ششمین سال در گاهشماری هجری قمری است. اول محرم این سال برابر با اول آوریل سال ۸۶۰ میلادی است.

## درگذشتگان
- ذوالنون مصری از بزرگان تصوف